# Тіряк
Тіряк (рум. Tireac) — село у повіті Сату-Маре в Румунії. Входить до складу комуни Віїле-Сату-Маре.
Село розташоване на відстані 432 км на північний захід від Бухареста, 15 км на південний схід від Сату-Маре, 110 км на північ від Клуж-Напоки.

## Населення
За даними перепису населення 2002 року у селі проживали 88 осіб, з них 84 особи (95,5%) румунів. Рідною мовою 84 особи (95,5%) назвали румунську.